# 蓋爾佩河
51°12′6″N 7°9′59″E / 51.20167°N 7.16639°E

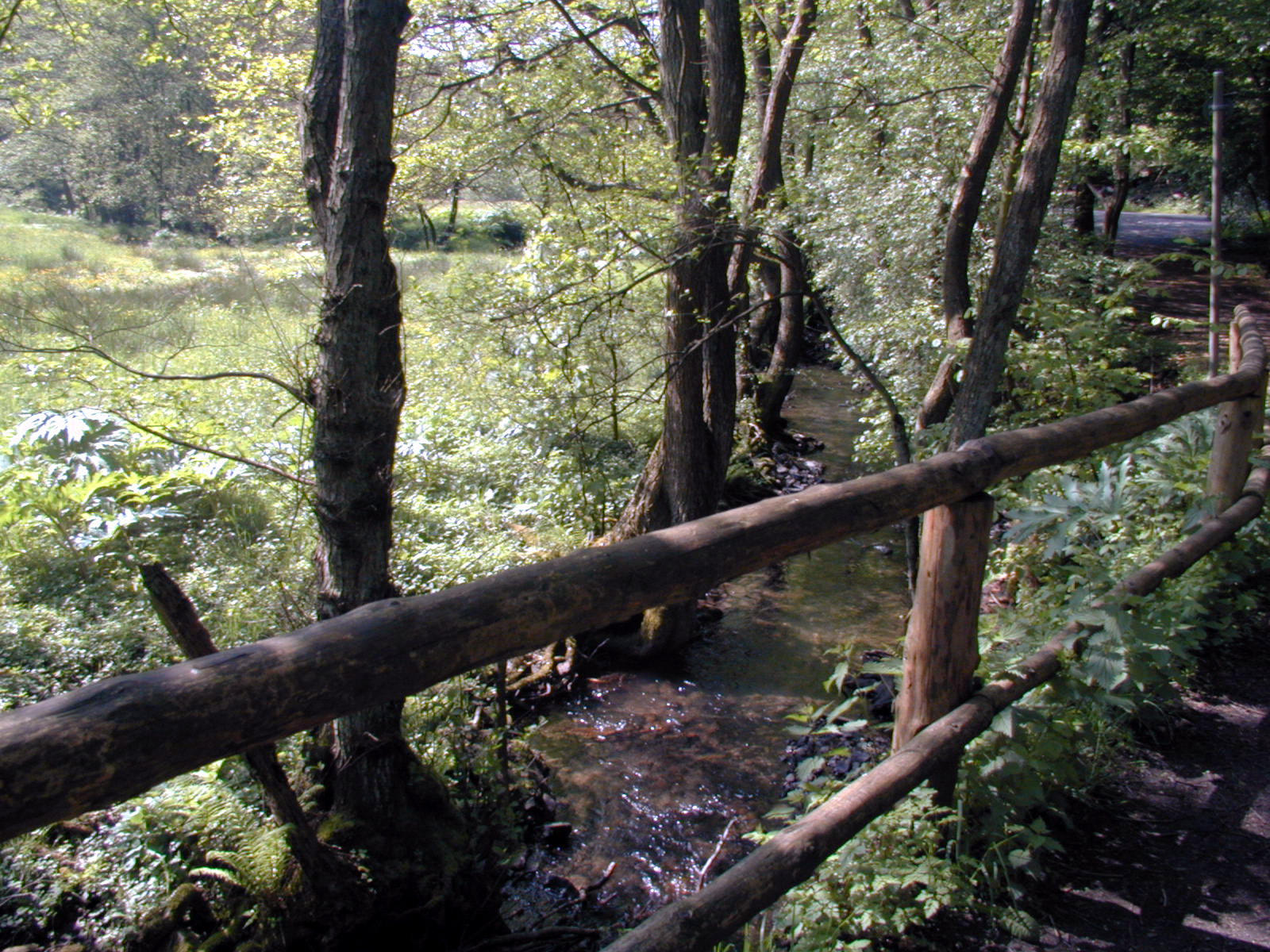

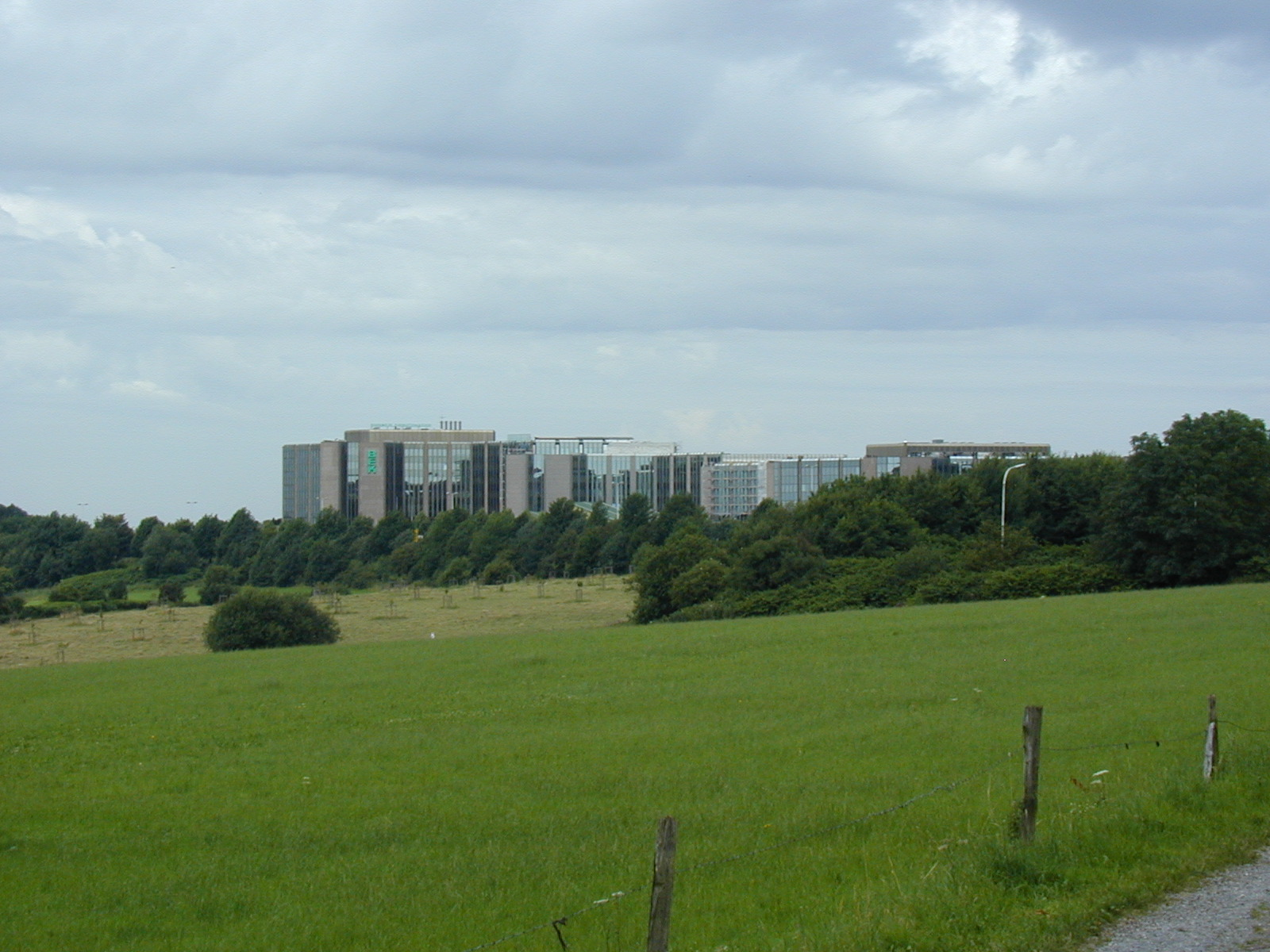

蓋爾佩河（德語：Gelpe），是德國的河流，位於該國西部，流經北萊茵-威斯特法倫州，屬於莫斯巴赫河的支流，河道全長5.8公里，流域面積10.1平方公里。